# 코파 MX
코파 MX(Copa MX)는 멕시코의 FA컵 대회이다.
1907년 창단된 멕시코 축구컵 대회였다. 1997년 시작된 긴 공백기를 거쳐 2012년 재개됐다.
컵의 초기 버전에서는 프로와 아마추어 무대로 구성되었다. 그것은 멕시코의 여러 지역에서 온 팀을 포함하는 최초의 공식 토너먼트였으며 특히 초기에는 권위있는 토너먼트로 간주되었다. 대회의 원래 목적은 전국 챔피언을 결정하여 지역 리그 챔피언십과 구별하는 것이 었다. 그 형식도 지역 리그와 달랐는데, 직접 탈락을 채택하고 지역 리그보다 훨씬 더 많은 팡파르를 받은 결승전에서 절정에 달했다.
컵은 멕시코 축구 연맹에 의해 1976년에서 1988년 사이, 1992년에서 1994년 사이에 두 번 중단되었으며, 1997년 대회는 Copa México가 무기한 중단되기 전에 마지막으로 개최되었다. 2012년 5월, 리가 MX 회장 Decio de María는 토너먼트의 복귀 및 리브랜딩을 발표했다. 현재 2019-2020 에디션 이후 다시 무기한 중단되었다.